# Ibb (provins)
Ibb (arabiska: إب) är en provins i Jemen. Den administrativa huvudorten är Ibb. Provinsen har 2 131 861 invånare och en yta på 5 350 km².

## Distrikt
- Ba'dan
- Dhi as-Sufal
- al-Dhihar
- Far al-Udayn
- Hazm al-Udayn
- Hubaysh
- Ibb
- Jiblah
- al-Makhadir
- al-Mashannah
- Mudhaykhirah
- an-Nadirah
- al-Qafr
- ar-Radmah
- as-Sabrah
- as-Saddah
- as-Sayyani
- ash-Sha'ir
- al-Udayn
- Yarim